# 舍德尔
舍德尔是奥地利施蒂利亚州穆劳县的一个市镇。总面积73.88平方公里，总人口1093人，人口密度14.8人/平方公里（2005年）。